# MÁV Személyszállítási Zrt.
A MÁV Személyszállítási Zártkörűen Működő Részvénytársaság (MÁV Személyszállítási Zrt., korábban MÁV-START Vasúti Személyszállító Zrt.) a MÁV Magyar Államvasutak Zrt. vasúti és autóbuszos személyszállítással foglalkozó leányvállalata.
A cég MÁV-START Zrt. néven 2006. október 15-én alakult a MÁV személyszállítási divízióból. Első átalakuláson 2013-ban ment át, amikor a vasúti vontatási feladatokat ellátó MÁV-TRAKCIÓ Zrt., valamint a vasúti járművek javítását és karbantartását végző MÁV-GÉPÉSZET Zrt. leányvállalatokat a MÁV-START Zrt-be olvasztották, a vasútvállalatok egyes tevékenységi köreinek hatékonyabb működés érdekében. A második átalakulásra 2025-ben került sor, amikor a HÉV-eket üzemelő MÁV-HÉV Zrt-t és az autóbuszos Volánbusz Zrt-t a START-ba olvadt. A három személyszállító cég egyesülését követően a MÁV Személyszállítási Zrt. nevet vette fel, és tevékenysége a vasúti személyszállításon túl már az országos autóbuszos személyszállításra is kiterjed.

## Története
Több más országhoz hasonlóan Magyarországon is megtörtént az állami vasúttársaság feldarabolása, ennek során a vasúti személyszállítási tevékenységét egy leányvállalatba szervezték ki. Az átalakítás célja, hogy a vasút működését átláthatóbbá tegye, és megszüntesse a keresztfinanszírozást. A 62 milliárd forint tőkével és mintegy 7200 fő munkavállalóval megalakult MÁV-START Zrt. alapvetően a MÁV Zrt. korábbi Személyszállítási Üzletágának dolgozóit, feladatait vette át.
Az új társaság 2007. július 1-jétől rendelkezik vasúti személyszállítási engedéllyel, Személyszállítási Üzletszabályzatát a Magyar Vasúti Hivatal 2007. szeptember 7-én hagyta jóvá.

### Vezérigazgatók
- Mosóczi László: 2007. július 1. – 2008. február 1.[9]
- Kozák Tamás: 2008. február 1. – 2010. szeptember 16.[10][11]
- Monszpart Zsolt: 2010. szeptember 16. – 2011. november 7.[12][12][13]
- Kővári Zsolt: 2011. november 7. – 2012. május 21.: a MÁV Informatika Zrt. korábbi vezérigazgatója[14]
- Ungvári Csaba: 2012. május 21. – 2014. október 1.[15]
- Zaránd György: 2014. október 1. – 2015. augusztus 1.[16][17]
- Csépke András: 2015. augusztus 1.[18] – 2019. február 19.[19]
- Kerékgyártó József: 2019. február 19.[20] – 2021. november 30.[21]
- Keresztes Péter: 2021. december 1.[21] – 2023. január 18.[22]
- Mosóczi László: 2023. január 19.[22] – 2024. december 31.[23]
- Dr. Kormányos László: 2025. január 1. –

## Teljesítmény
| Év   | Elszállított utasok |
| ---- | ------------------- |
| 2018 | 141,8 millió fő     |
| 2017 |                     |
| 2016 | 145,0 millió fő     |
| 2015 | 142,0 millió fő     |
| 2014 | 140,0 millió fő     |
| 2013 | 142,6 millió fő     |
| 2012 | 142,8 millió fő     |
| 2011 | 142,1 millió fő     |
| 2010 | 137,3 millió fő     |
| 2009 | 139,5 millió fő     |
| 2008 | 141,4 millió fő     |

## Személyszállító vonattípusok

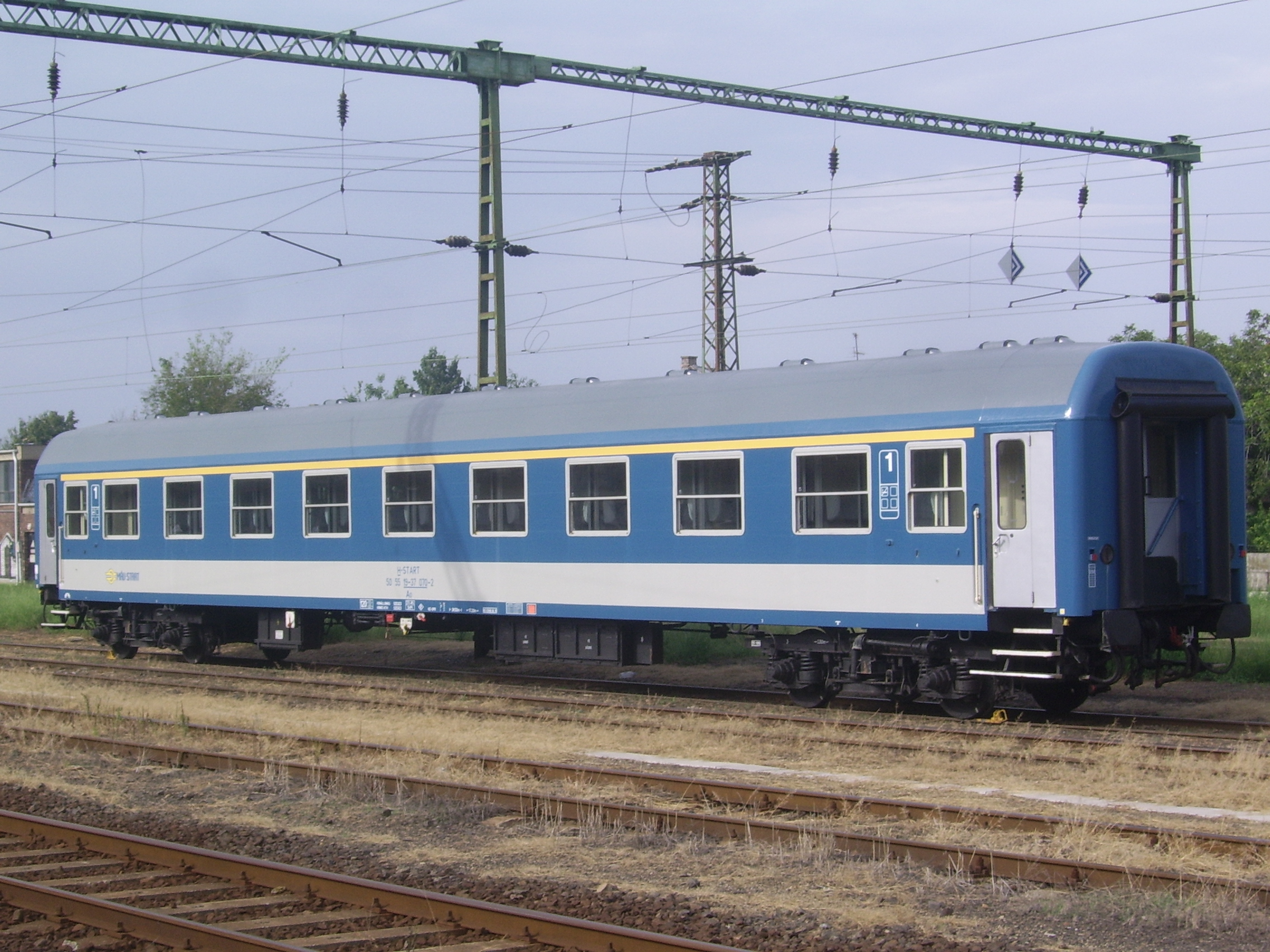
Ao típusú személykocsi

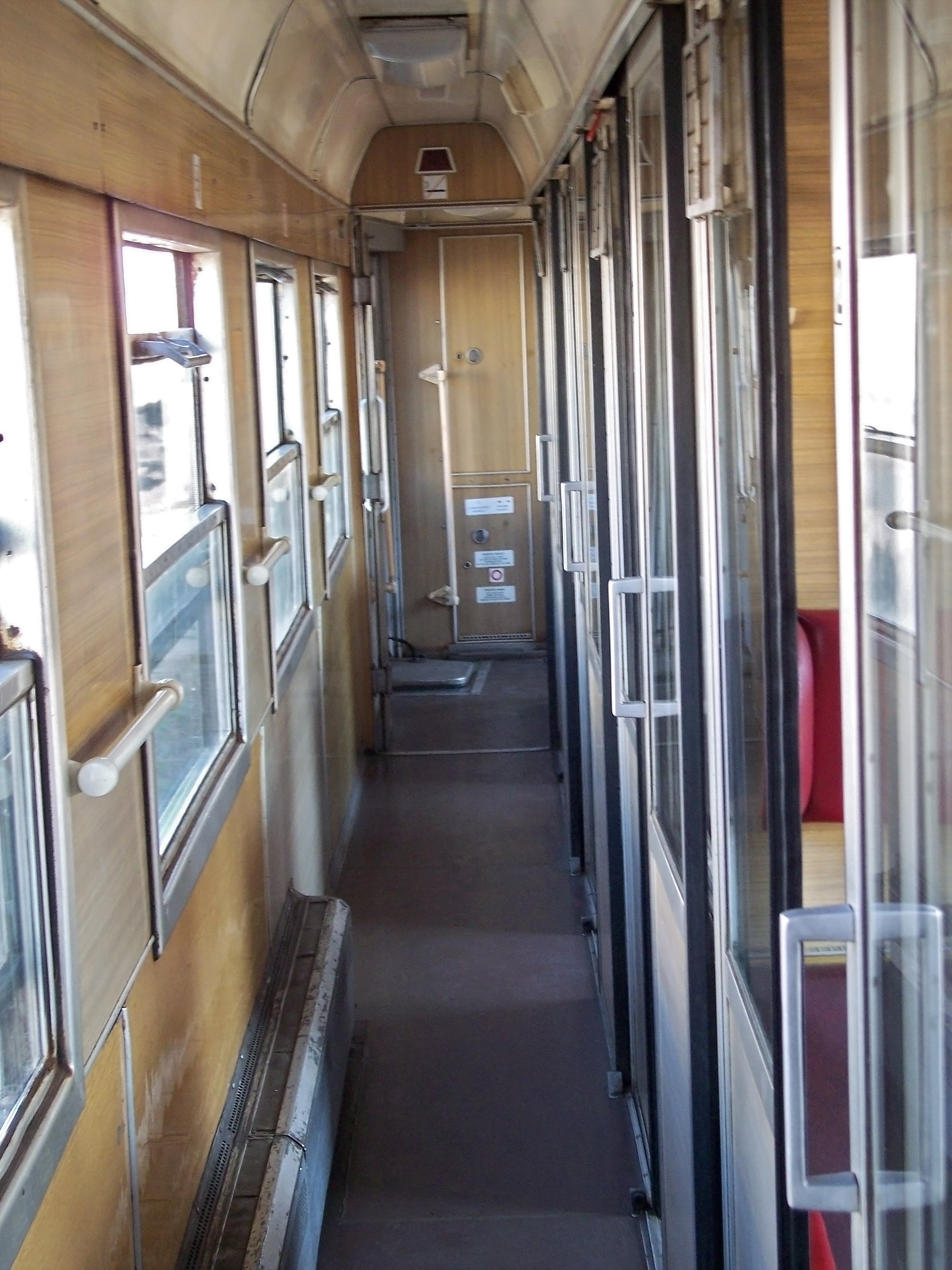
Egy lengyel gyártmányú Bo gyorsvonati fülkés személykocsi folyosója

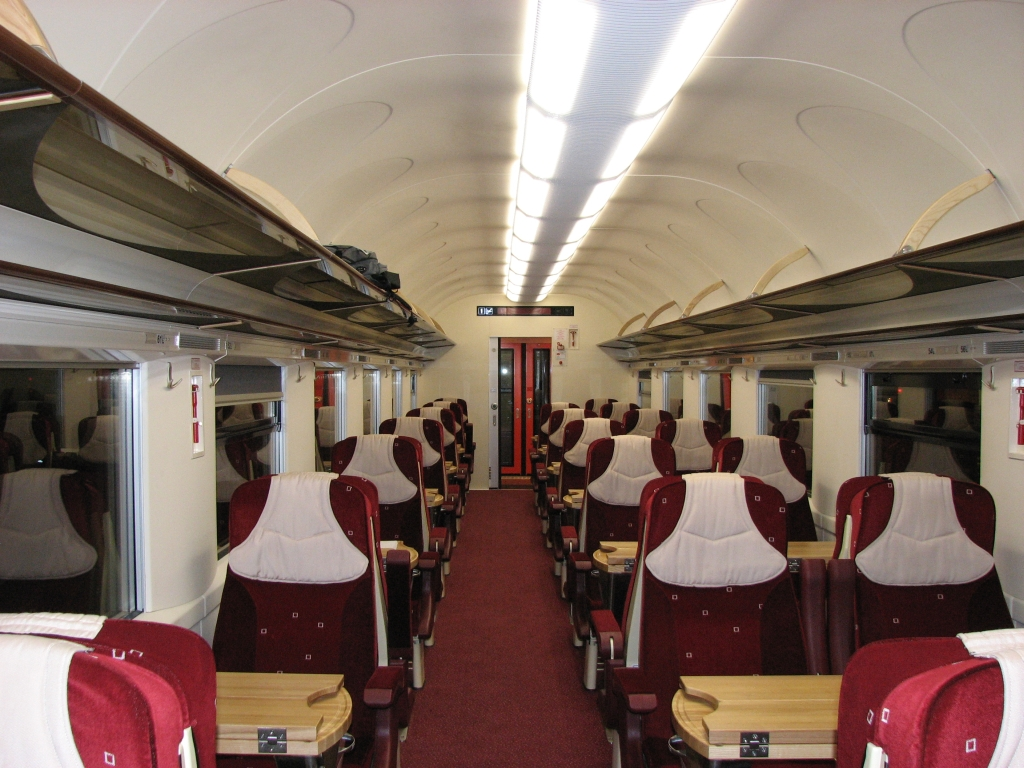
MÁV IC3G 1. osztály

- Railjet – nagy sebességű, magas minőségű vonat, ÖBB kocsikkal és Taurus mozdonnyal, business, first és economy osztályokkal és étkezőkocsival. Magyarországról Ausztriába, Svájcba és Németországba közlekednek. Nemzetközi forgalomban helyjegy váltható rá, magyarországi belföldi forgalomban az InterCity-pót- és helyjegy váltása minden esetben kötelező.
- EuroCity – Magas minőségű vonat, 1. és 2. kocsiosztállyal, valamint étkezőkocsival. Magyarországról Ausztriába, Szlovákiába, Csehországba, Németországba, Romániába és Lengyelországba közlekednek. Nemzetközi forgalomban helyjegy váltható, magyarországi belföldi forgalomban az InterCity-pót- és helyjegy váltása általában kötelező, kivéve a Szob - Budapest szakaszon.
- EuroNight – Magas minőségű éjszakai vonat ritkán 1., de jellemzően 2. kocsiosztállyal, valamint ezen felül fekvőhelyes és hálókocsikkal, de általában étkezőkocsi nélkül (korlátozott étel- és italkínálat ez esetben a fekvőhelyes- és hálókocsik személyzeténél kapható). Jellemezően este 7-9 óra között indulnak és reggel 7-9 óra között érkeznek a fő célpontokra, kellő időt biztosítva egy alváshoz, de az útközben, éjjel érintett nagyobb állomásokon is megállnak. Magyarországról Szlovákia érintésével Csehországba, Németországba, Lengyelországba, Ausztria érintésével Svájcba és Németországba közlekednek. Nemzetközi forgalomban a helyjegy általában kötelező, a fekvőhelyes- és hálókocsikra minden esetben. Magyarországi belföldi forgalomban az InterCity-pót- és helyjegy váltása általában kötelező, kivéve a Szob – Budapest-Nyugati szakaszon. 2025-ben két EuroNight vonat közlekedik Magyarországon, a Budapest-Nyugati és Břeclav között, berlini, varsói, és prágai közvetlen kocsikkal közlekedő Metropol EuroNight, valamint a Budapest-Keleti és Salzburg között zürichi és stuttgarti közvetlen kocsikkal közlekedő Kálmán Imre EuroNight.
- InterCity – InterCity minőségi belföldi illetve nemzetközi távolsági vonat, általában 1. és minden esetben 2. kocsiosztállyal, esetenként étkezőkocsival. Többnyire csak megyeszékhelyeken és fontos turisztikai központokban, illetve csatlakozóállomásokon állnak meg. Esetenként gyorsvonattal egyesítve közlekednek, annak egy magasabb kocsiosztályát megtestesítve. Minden esetben légkondicionált kocsikkal közlekedik, valamint terjedőben van a fedélzeti Wi-Fi szolgáltatás, illetve az üléseknél elhelyezett hálózati csatlakozó is. Magyarországon belföldi forgalomban, illetve nemzetközi forgalomban Romániába, Horvátországba és Szlovéniába közlekednek. Belföldi forgalomban InterCity-pót- és helyjegy váltása kötelező, nemzetközi forgalomban általában helyjegy váltható, de Románia irányába 4 vonatpárra kötelező.
- Gyorsvonat – belföldi illetve nemzetközi távolsági vonat, minden esetben 2. kocsiosztállyal. Ritkán hosszabb távolságra éjszakai vonatként közlekednek, így fekvőhelyes- és hálókocsit is továbbítanak. Az InterCity vonatokhoz képest sűrűbben állnak meg, de egyes esetekben azokkal egyesítve közlekednek. Járműállományuk változó, de jellemzően nem légkondicionált, ill. a fedélzeti Wi-Fi sem biztosított. Ebbe a típusba 2000-ben beleolvadtak az egykori expressz- és sebesvonat fajták. Magyarországon belföldi forgalomban, illetve nemzetközi forgalomban Szerbiába és Romániába közlekednek. Belföldi forgalomban gyorsvonati pótjegy váltása általában kötelező, nemzetközi forgalomban általában helyjegy váltható, de a fekvőhelyes- és hálókocsikba, illetve Románia irányába minden kocsiosztályra kötelező. 2025-ben önálló gyorsvonatok már nem közlekednek, azonban egyes InterCity járatok továbbítanak gyorsvonat minősítésű kocsikat, melyekre gyorsvonati díjszabás érvényes. Jelenleg az egyetlen önálló gyorsvonat a Budapest-Keleti és Kijev között közlekedő éjszakai Transcarpathia gyorsvonat
- Expresszvonat - belföldi távolsági vonat, mely jellemzően csak 2. osztályú kocsikból áll és csak csúcsidőszakban, céljárati jellegű, ritka megállásokkal közlekedik. Tanítási időszakban Szeged és Miskolc között közlekednek. Nyaranta szintén expresszvonatok kötik össze Sátoraljaújhelyet, Záhonyt és Szegedet a Balatonnal, valamint Budapestet. Pótjegyet nem, csupán helyjegyet kell rájuk váltani.
- Sebesvonat - A személyvonatoknál kevesebb, de a gyorsvonatoknál több állomáson áll meg. Egyes járatokra gyorsvonati pótjegy váltása kötelező.[26][27]
- InterPici - Jelenleg nem használt vonatnem, a korábban e célra felújított motorkocsik sima személyvonatként közlekednek.
- Személyvonat – A személyvonat minden állomáson és megállóhelyen megáll, csak 2. osztályú kocsikkal közlekedik, melyek minősége változó. A légkondicionálás és a fedélzeti Wi-Fi ugyan nem garantált, de a Stadler FLIRT és KISS motorvonatoknak köszönhetően Budapest elővárosában egyre gyakoribb. A menetjegy mellé sem pót-,sem helyjegyet nem kell rá váltani.
- EuroRegio – Jellemzően Ausztriába közlekedő nemzetközi személyvonat. Ilyen vonatok közlekednek Bécsújhelyről Sopronba, Bécsből Győrbe és Szombathelyre, valamint Grazból Szombathelyre. A menetjegy mellé sem pót-, sem helyjegyet nem kell rá váltani.
- InterRégió - A regionális és távolsági forgalom teljesebb kiszolgálása érdekében vezették be 2009/2010. évi menetrendben. Magasabb minőségű regionális személyvonat.[28]
- Gyorsított – elővárosi vonatnem, olyan csúcsidőszaki járatokat takar, melyek a személyvonathoz képest ritkábban állnak meg.
- Zónázó – elővárosi vonatnem, melyek a mindenhol megálló személyvonatokat egészítik ki, és a zónahatártól a város felé csak a főbb csatlakozóállomásokon állnak meg, jelentős menetidőt megtakarítva a személyvonathoz képest.

## Különvonatok
A MÁV-START Zrt. rendszeresen indít kiránduló, illetve különvonatokat az ország bármely részére. Lehetőség van saját különvonatok rendelésére is, mely a megadott úti cél alapján közlekedik.

## Járművek
A MÁV-START Zrt. jelenleg 3227 saját személyszállító járművet üzemeltet, amelyben megtalálhatóak a személy- és motorkocsik, valamint motorvonatok is. A járműpark átlagéletkora közel harminc év, de az elmúlt években megkezdődött járműkorszerűsítésnek köszönhetően folyamatosan csökken. Egyre több korszerű, a mai kor követelményeinek megfelelő jármű áll forgalomba, mint például a Talent, Flirt és KISS motorvonatok. A jövőben további járműbeszerzések várhatóak.
A társaság legutoljára 40 db Stadler KISS motorvonatot vásárolt a Stadler Railtől, ezek folyamatosan érkeztek és álltak munkába. Dízelmotorvonatból a legutolsó beszerzés a 8 db használt Siemens Desiro motorvonat Görögországból.

## A jövő

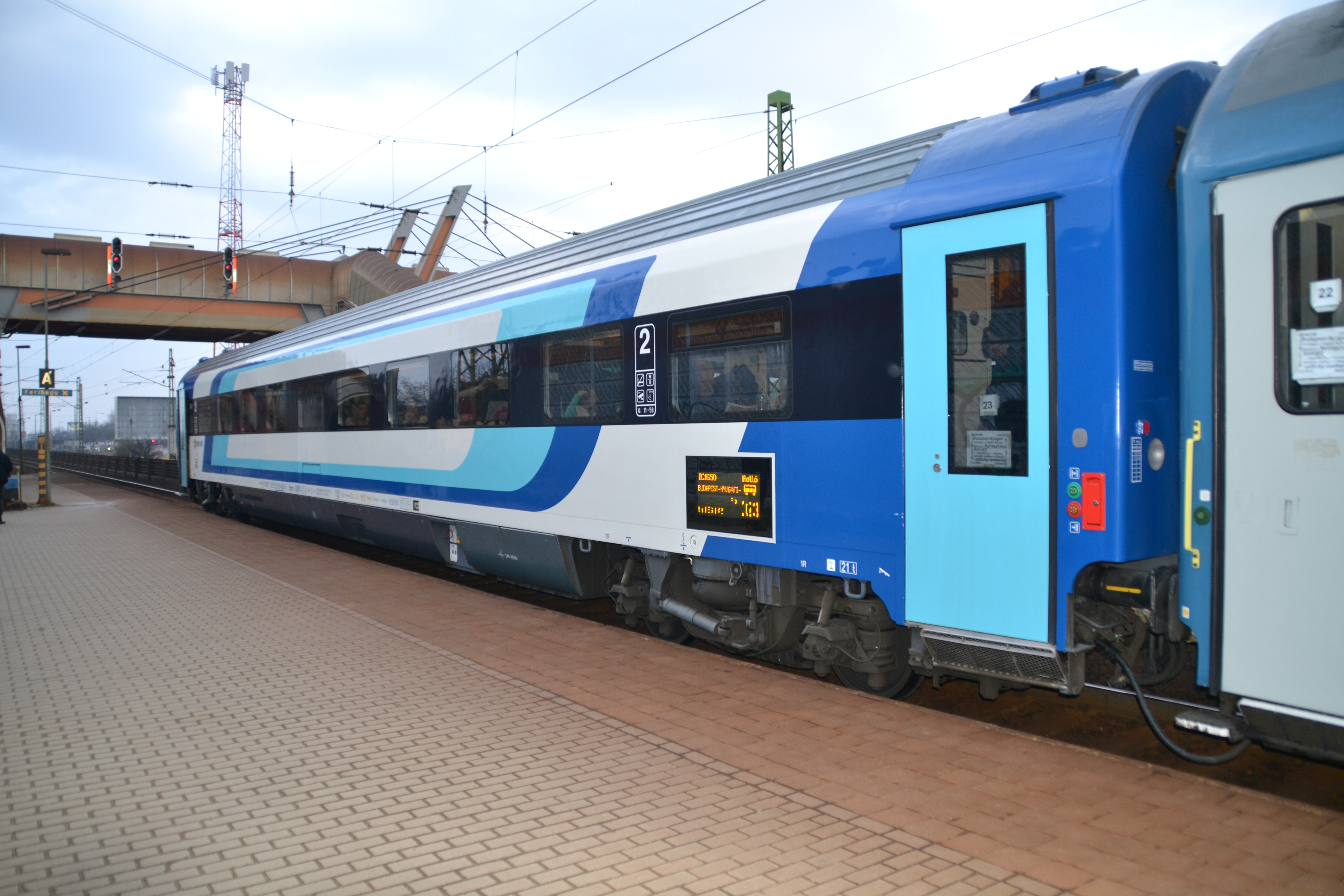
További 20 db várható a MÁV IC+ kocsiból

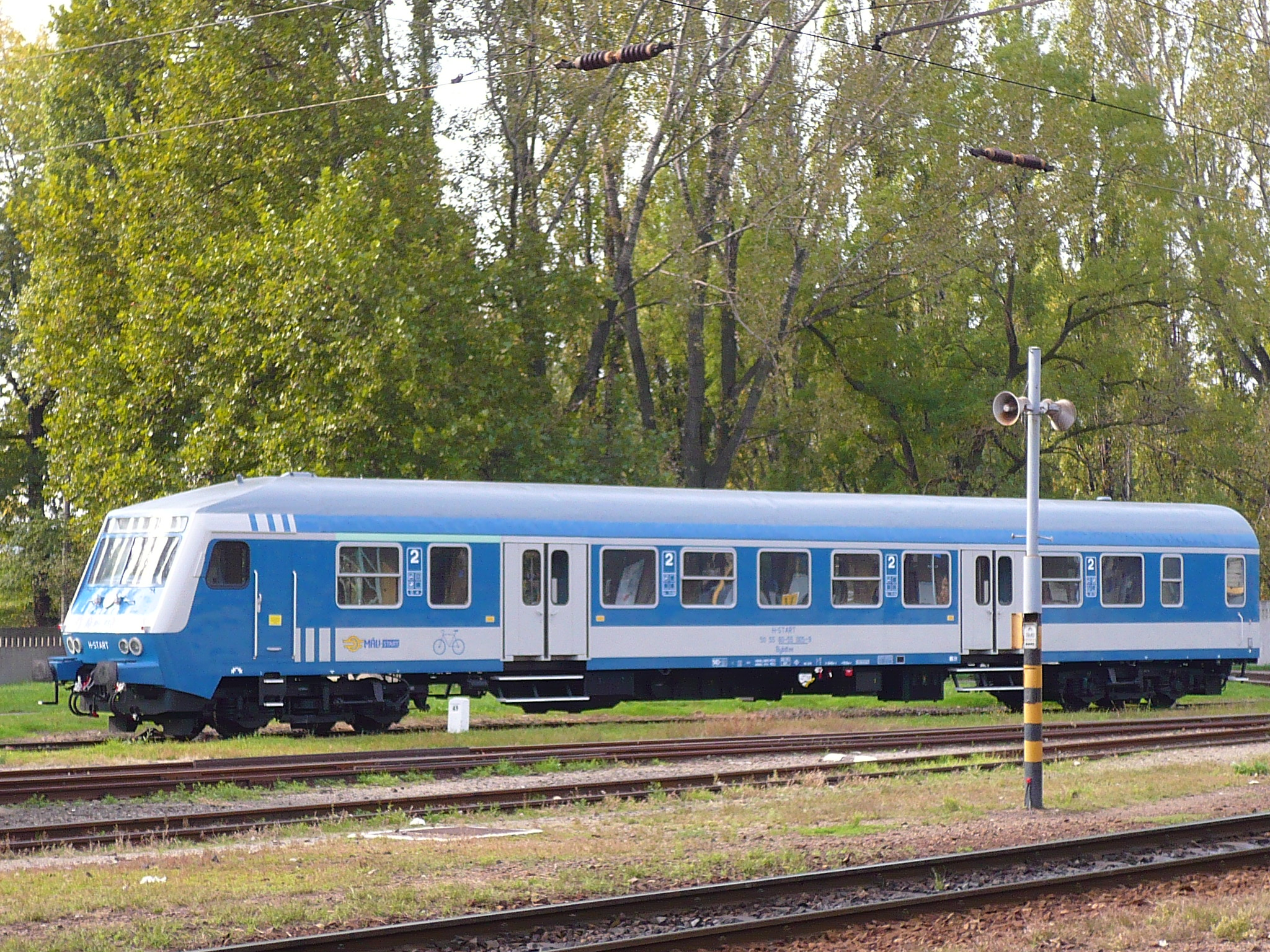
Egy halberstadti vezérlőkocsi az új MÁV-START logóval az oldalán

A MÁV-START Zrt. folyamatban lévő járműfejlesztései:
- 70 db saját gyártású Z1-es, MÁV IC+ kocsi belföldi forgalomra
- 115 db villamos mozdony.[32]